# Negawatt
Negawatt je uměle vytvořená jednotka, představující velikost ušetřeného výkonu (ve wattech). Termín byl vytvořen Amory Lovinsem, hlavním vědeckým poradcem Rocky Mountain Institute v roce 1989. Negawatty není možné změřit, jen teoreticky spočítat. Energie je ušetřena buď zvýšením efektivnosti a snížením spotřeby energie. Negawatt je tedy měřítkem nevyužívané, ušetřené energie. Negawatty mohou být teoreticky stanoveny na základě historie spotřeby.

## Zdroje negawattů
Negawatty mohou být produkovány např. zlepšením izolace a energetické účinnost budov, řízením vytápění vedoucího ke snížení spotřeby energie, atd. Například nahrazením jedné 60wattové žárovky kompaktní zářivkou o výkonu 14 wattů se ušetří (v době jejího provozu) výkon 46 wattů, tzn. vytvoří 46 negawattů. To je energie, která se nemusí vyrobit a může být k dispozici jinému spotřebiteli.